# Congresso straordinario degli scienziati italiani
Il congresso straordinario degli scienziati italiani fu un incontro dei principali studiosi della penisola italiana svoltosi a Firenze nel 1861.

## Aspetti storici
Il Congresso straordinario degli scienziati italiani fu convocato a Firenze nel 1861, dopo l'unità d'Italia, dall'Accademia dei Georgofili. L'idea di fondo degli accademici era quella di ripristinare questa tradizione e di riformarla «ora che l'alito della libertà può centuplicarne i vantaggi».
Si votarono nuove iniziative che facilitassero i raduni nelle piccole città e il calendario congressuale fu modificato per dedicare più tempo agli studi e alle discussioni scientifiche. Purtroppo i partecipanti al congresso non furono così numerosi come gli organizzatori si auguravano.